# Zoë Straub
Pour les articles homonymes, voir Straub.
Zoë Straub (aussi surnommée Zoé), née le 1er décembre 1996 à Vienne en Autriche, est une chanteuse et actrice autrichienne.

## Biographie
Zoë Straub est née de parents francophiles, et a étudié au lycée français de Vienne. En 2015, elle a participé à la sélection autrichienne pour représenter l'Autriche au Concours Eurovision de la chanson 2015, sélection où elle a terminé troisième.
Sa nouvelle participation à la sélection de la chanson autrichienne pour l'Eurovision 2016 s'est révélée payante, puisqu'elle a terminé première, avec son tube Loin d'ici. Elle participe ainsi à l'Eurovision 2016, devenant par là même la première artiste autrichienne à représenter son pays avec une chanson entièrement en langue française. Le 10 mai, au terme de la première demi-finale, elle se qualifie pour la grande finale du 14 mai. Lors de la finale, d'abord 23e à l'issue du vote des jurys, sa 8e place au télévote lui permet de terminer 13e du classement général avec 151 points.

## Vie privée
Elle vit à Vienne avec Kaspar Leuhusen, qu'elle a rencontré en 2010 et avec qui elle s'est mariée en 2022. Début 2020, elle accouche d'un garçon prénommé Viktor.

## Influences
Zoë Straub a déclaré que Mika, Avril Lavigne et Romy Schneider sont des artistes qu'elle apprécie.

## Discographie

### Album
- 2015 : Début

### Chansons
- 2002 : Doop Doop Baby Remix / Papermoon feat. Zoë
- 2007 : Engel ohne Flügel (comme Zoe Straub[Quoi ?])
- 2015 : My Heart Still Beats
- 2015 : Quel filou
- 2015 : Je m’en fous
- 2015 : Mon cœur a trop aimé
- 2016 : Loin d'ici
- 2017 : Dangerous Affair
- 2018 : C'est la vie
- 2019 : Amour fou

## Filmographie
Long métrage
- 2022 : Filip de Michał Kwieciński : Blanka